# Кучерявый, Юрий Андреевич
Юрий Андреевич Кучерявый (род. 3 ноября 1952) — советский велогонщик, советский и российский тренер, с 2000 года вице-президент Федерации велосипедного спорта России, с 2024 года — президент ФВСР.

## Биография
Пятикратный Чемпион СССР в гонках по шоссе и треку, неоднократный призёр Чемпионатов СССР.
Закончил Ярославский государственный педагогический институт имени К. Д. Ушинского в 1982 году.
С 1983 года — тренер в ЦСКА, под его руководством были подготовлены заслуженные мастера спорта:
- Д. Конышев — неоднократный призёр Чемпионатов мира.
- В. Джаванян — победитель международных соревнований и Чемпионатов СССР.
- П. Тонков — первый представитель России, выигравший велогонку «Джиро д'Италия».
- Е. Берзин — призёр «Джиро д'Италия».
- А. Чмиль — победитель Кубка мира.

За подготовку спортсменов высокого класса в 1988 году присвоено почётное звание «Заслуженный тренер РСФСР».
С 1990 по 1994 год главный тренер сборной команды России по велосипедному спорту — шоссе. За период работы спортсмены сборной стали призёрами Чемпионатов Европы:
- С. Иванов — 3 место в групповой гонке.
- В. Бобрик — победитель Кубка мира в 2000 году.
- Е. Петров — абсолютный Чемпион мира (2 золотых медали на Чемпионате мира).

С 2000 года Юрий Андреевич Кучерявый занимает пост вице-президента Федерации велосипедного спорта России. Под его личным руководством проходила подготовка команды России к Олимпийским играм 2004 года по шоссе и треку. В результате работы сборная команда России завоевала:
- На треке — 2 золотых и 1 серебряную медали.
- На шоссе — 1 серебряную и 1 бронзовую медали.

В 2024 году избран на должность президента Федерации велоспорта России.

## Награды и звания
- 1988 — «Заслуженный тренер РСФСР».
- Мастер спорта международного класса (велосипедный спорт).
- 2002 — почётный знак «За заслуги в развитии физической культуры и спорта».
- 2003 — почётное звание «Заслуженный работник физической культуры Российской Федерации».

## Личная жизнь
Жена — Кучерявая Наталия Ивановна (род. 1952). Является отцом троих сыновей: сын Андрей Юрьевич Кучерявый (род. 1975), Александр «Шурэ́» Юрьевич Кучерявый (1977—2019) — пионер велосипедной кастом-культуры в России, основатель и первый президент московского велоклуба «Растабайк», Иван Юрьевич Кучерявый (род. 1986).